# Volcan Compañía Minera
Volcan Compañía Minera S.A.A. es una empresa minera polimetálica y un importante productor global de zinc, plata y plomo en Perú. Es una empresa componente del índice S&P/BVL Perú General.
La empresa Transition Metals AG, subsidiaria del grupo argentino Integra Capital, es dueña de la mayor parte de las acciones. En mayo de 2024, Transition Metals adquirió el 55 % de las acciones Clase A, que anteriormente pertenecían a Glencore. Entre los accionistas minoritarios se encuentran Ignacio de Romaña Letts e Irene Letts Colmenares.
En el departamento de Pasco, está a cargo de la operación de las unidades mineras de Chungar, Cerro de Pasco, Alpamarca y Óxidos de Pasco, que incluyen cinco minas subterráneas y dos de tajo abierto. En el departamento de Junín está a cargo de la unidad minera Yauli, posee cuatro minas subterráneas y un tajo abierto.
De acuerdo al Organismo de Evaluación y Fiscalización Ambiental (OEFA), ha cometido 225 infracciones desde el 2010, principalmente por haber excedido los límites máximos permisibles de emisiones mineras, no cumplir con compromisos o normas ambientales, y no adoptar medidas de previsión y control ambiental. A 2022 era la empresa con mayor número de multas impuestas por la OEFA en Perú.

## Historia
El inicio de la historia de Volcan se remonta al año 1943, en las alturas del abra de Ticlio. La mina Ticlio estuvo conformada por un grupo de 30 concesiones mineras que fueron otorgadas por el Estado Peruano para que las trabaje su titular, Volcan Mines Co. En 1944 Volcan inició la producción de la mina Ticlio y el mineral fue vendido a la concentradora Mahr Túnel, en ese entonces de Cerro de Pasco Copper Corporation.

### Adquisición de Mahr Túnel S.A.
En 1935, las minas de San Cristóbal y Andaychagua fueron compradas por la empresa Cerro de Pasco Corporation. Dos años después, en 1937, se descubren contenidos polimetálicos de cobre, plomo zinc y plata en las unidades mineras y la empresa de Cerro de Pasco decide construir una planta concentradora, que llevaría el nombre de Mahr Túnel. La planta empieza a operar en 1938, procesando los minerales extraídos de San Cristóbal y Andaychagua. En 1965, la Cerro de Pasco descubre la veta Tungsteno en la mina San Cristóbal y decide construir una nueva planta concentradora para procesar este mineral. La nueva y segunda planta concentradora empieza a operar el 17 de agosto de 1967. En 1974, con el gobierno de Velasco Alvarado, la Cerro de Pasco es estatizada y se crea la Empresa Minera del Centro del Perú (CENTROMIN). En 1997 Volcan Compañía Minera S.A. adquirió en subasta pública la empresa minera Mahr Túnel S.A., propietaria de las minas San Cristóbal y Andaychagua, por la suma de US$ 127´777,777 de pago en efectivo más un compromiso de inversión de US$ 60 millones, que se cumplió al tercer año.
- 1998: se llevó adelante un proceso de fusión entre ambas compañías, creándose Volcan Compañía Minera S.A.A. Previo y para facilitar la subasta, se ejecutó con Centromin un canje de concesiones mineras en el área de San Cristóbal, Andaychagua y Carahuacra.

- 1999: Volcan Compañía Minera S.A.A. adquirió en subasta pública Cerro de Pasco, esto es la Empresa Minera Paragsha S.A.C. por US$ 62 millones de pago en efectivo más una inversión ejecutada de US$ 70 millones del compromiso de privatización.

### Adquisición de Chungar S.A.C.
El año 2000 Volcan adquiere la Empresa Administradora Chungar S.A.C., a cargo de la mina Animón, un yacimiento polimetálico de zinc, plomo, y cobre, ubicada en el distrito minero de Huarón, en el distrito Huayllay, provincia Pasco, departamento Pasco. También adquirió la Empresa Explotadora de Vinchos Ltda. S.A.C. que comprende la mina Vinchos. Ambas por un precio de US$ 20 millones en efectivo más 16 millones de acciones Clase B de Volcan.
- 2004: se inician las operaciones en la mina de plata Vinchos, llegando a producir hasta el 31 de diciembre de 2009 más de 6 millones de onzas finas de plata. Ese mismo año asumió la presidencia Roberto Letts Colmenares.

- 2006: adquiere la mina Zoraida, de Minera Santa Clara y Llacsacocha S.A. En el año 2007 adquiere el 100% de Compañía Minera El Pilar, propietaria de la mina El Pilar contigua a la mina y tajo de Cerro de Pasco. En ese mismo año, inicia exploraciones en el proyecto de cobre Rondoní de Compañía Minera Vichaycocha.

### Compra de Glencore
Luego de la muerte de Roberto Letts en 2010, la mayor parte de sus acciones en Volcan fueron heredadas por sus hermanas y por algunos sobrinos. En el 2017, Glencore (accionista minoritaria) alcanzó un acuerdo con Doris Letts de Bayly, Josefina Letts de Osterling y Madeleine Osterling y, a través de una oferta pública de adquisición, adquirió el 36,9% de las acciones clase A de la compañía valorizadas en 734 millones de dólares. Con esta operación, la empresa suiza pasó de tener del 18% al 41% de Volcan convirtiéndose en su principal accionista (sin contar la participación de sus afiliadas). 
En 2019, como consecuencia de la diversificación de sus actividades, Volcan se asoció con la china COSCO Shipping Ports para la construcción y operación del denominado Megapuerto de Chancay, un proyecto destinado a ser el principal hub portuario de América Latina. Por la envergadura del proyecto, el financiamiento del mismo ha supuesto niveles de endeudamiento para Volcan que han llevado a que su principal accionista analice su permanencia en la compañía.
A mediados de 2023, en una operación controvertida, el directorio de Volcan aprobó la escisión de la división portuaria de la compañía y el bloque patrimonial del 40% que tenía sobre la empresa controladora del proyecto pasó a ser gestionado por una nueva empresa. Glencore y otros accionistas opuestos a la escisión promovieron un cambio de directorio que culminó con la remoción del presidente y otros funcionarios a finales de 2023.

## Conflictos socio ambientales
Durante el año 2018 se registró un conflicto socioambiental con la comunidad campesina de Huayhuay, en la provincia de Yauli, en el departamento de Junín.
El 13 de junio de 2022 un camión con 30 toneladas de concentrados de zinc de propiedad de Volcan cayó al río Chillón, a la atura del kilómetro 24,70 de la carretera Canta-Huayllay-Cerro de Pasco. El derrame afectó a los piscicultores de la comunidad campesina San Felipe de Cullhuay en el distrito de Huaros, provincia de Canta, región Lima.

## Seguridad minera
En 2012, en la mina Andaychagua un trabajador quedó sepultado por más de 150 toneladas de mineral en el interior de la mina. El 5 de octubre de 2018 falleció otro trabajador al interior de la mina Carahuacra, en la provincia de Yauli, en Junín. El 20 de noviembre de 2016 falleció un operador de maquinaria dentro de la unidad minera San Cristóbal, ubicada en La Oroya, también en Junín. En la mina Animon, en el distrito de Huayllay en Pasco, se registró un accidente fatal el 2024.
En 2021 y 2022 Volcan recibió 4 sanciones por víctimas mortales por parte de la Superintendencia Nacional de Fiscalización Laboral (SUNAFIL), acumulando multas por un total de 1 millón 993 mil 908 soles.